# 仲村信一郎
仲村 信一郎（なかむら しんいちろう、1963年 - ）は日本の臨床心理学者、臨床心理士、公認心理師。 専門は、職業リハビリテーション。

## 略歴
- 愛知県名古屋市育ち。
- 1985年、中京大学文学部心理学科を卒業。
- 1985年、雇用促進事業団（現：独立行政法人高齢・障害・求職者雇用支援機構）に障害者職業カウンセラーとして入職。
- 2005年より2009年まで研究職。

## 主要研究テーマ
日本では精神障害者に特化した職業訓練が行われていなかったため、精神障害者の職業訓練5カ年計画の中で、職業訓練の有効性について報告した。
1988年の職業能力開発促進法の改正で、職業訓練の対象が全ての障害者に拡大されたが、精神障害者の対応が大きな課題となっていた。1992年から一般の職業能力開発校の一つを拠点校にして、精神障害者をクローズで受け入れたが、訓練体制が不十分で実施上の課題が多かった。
そこで、2002年から国立職業リハビリテーションセンターで精神障害者の職業訓練が5か年の計画で、試行実施及び研究が行われた。
その頃、海外では施設で訓練してから就労する精神障害者の職業訓練（Train then Place)よりも実際の職場で実習やジョブコーチ支援等を行うこと(Place and Train)が主流となっていたが、精神障害者の職業訓練5カ年計画の中で、適切な対象者に技能訓練にあわせて適応支援を行うことで、技能習得が可能であり、職業訓練（Train then Place)が有効なことを報告した。

## 所属学会
- 日本職業リハビリテーション学会
- 日本心理臨床学会
- 日本臨床心理士会
- SST普及協会

## 著作物
- 平川政利　「精神障害者の職業訓練における対象者像の一考察」『職業リハビリテーション研究発表会発表論文集 』第12巻、2004年、55-58頁。
- 平川政利ほか　「精神障害者に対する職業訓練の指導・支援について―技能訓練の効果検証について―」『職業リハビリテーション研究発表会発表論文集 』第13巻、2005年、22-25頁。
- 岡本ルナほか　「家族支援の枠組みと関係機関の取り組みの課題―家族のアセスメントと障害特性別の配慮―」『職業リハビリテーション研究発表会発表論文集 』第14巻、2006年、240-243頁。
- 平川政利ほか　「精神障害者の職業訓練指導方法に関する研究－技能訓練と職業生活支援－」『障害者職業総合センター調告書 』NO.70 、2006年、13-22頁、178-191頁。
- 小泉哲雄ほか　「事業主、家族等との連携による職業リハビリテーション技法に関する総合的研究（第2分冊　関係機関等の連携による支援編」『障害者職業総合センター調査研究報告書』NO.75、2006年、133-136頁。
- 「職場適応支援の好事例分析―主に企業類型化の試みの視点で―」『職業リハビリテーション研究発表会発表論文集 』第15巻、2007年、268-269頁。
- 香田真希子・野中猛　「Letters to the Editorsー就労支援におけるアセスメントー」『作業療法ジャーナル』第41巻、3号、2007年。
- 「米国におけるADHDの就労支援に関する文献調査―CHADDとADDAのホームページより―」『職業リハビリテーション研究発表会発表論文集 』第16巻、2008年、78-79頁。
- 梅永雄二・川村博子・相澤欽一　「米国等における発達障害者の就労支援の現状に関する研究」『高齢・障害者雇用支援機構障害者職業総合センター資料シリーズ 』44号、2009年、154p。

## 論文
- CiNi 仲村 信一郎
- J-GLOBAL 仲村 信一郎

## その他
- ビートルズファンであり、テレビ朝日の番組「侃侃諤諤」で、2013年11月7日    「ビートルズvsマイケル・ジャクソン～カリスマはどっち?」の回で、ビートルズ派としてインタビューを受けている。